# Historiografia física
La historiografia és l'estudi de l'evolució de la concepció que l'ésser humà ha tingut de la història i les seves diverses branques al llarg de la mateixa història humana. Dins la història, s'hi troba tota la realitat espaitemps que concebem avui en dia i, per tant, del seu tronc sorgeix tota la resta de disciplines, inclosa la física. La historiografia física, en conclusió, és l'estudi de l'evolució de la concepció que l'ésser humà ha tingut de la física general al llarg de la mateixa història humana.

## El model geocèntric

### Els pitagòrics
Ja els grecs es van adonar que la Terra era esfèrica en observar que quan els vaixells s'allunyaven en l'horitzó, semblava que se submergissin a la mar a poc a poc fins que en desapareixia la punta del pal. També l'ombra de la Terra sobre la Lluna denotava la corba que la primera projectava sobre la segona. Aquesta idea física va conformar la primera idea que es produïa en aquest camp sorgida de la racionalitat científica, o sigui, que se cenyia a utilitzar només les observacions empíriques i la mateixa raó humana per a formular-se.
El model físic resultant percebia els astres esfèrics i en moviment circular uniforme al voltant de la Terra, i el primer que el va formular per escrit va ser Pitàgores, el qual el va anomenar model geocèntric. Les seves teories aritmètiques i geomètriques, que en realitat va heretar de les cultures mesopotàmiques però sense teoritzar, li van permetre completar el model geocèntric ajudat per un grup de seguidors seus. El pitagorisme és una religió dual (cos/ànima) segons la qual l'ànima està obligada a reencarnar-se en diferents cossos fins a assolir la purificació mitjançant la pròpia cultura intel·lectual, procés que el duria a formar part de l'ànima còsmica (natura). Aquesta ànima còsmica estaria formada per esferes perfectes i, per tant, calia estudiar les diferents esferes del cel i els seus moviments per assolir el grau purificador de la cultura.
Aquesta concepció geocèntrica va evolucionar des del mateix origen introduint certs canvis no definitoris en el model, com la solidesa del firmament, la geografia terrestre o la concepció de les estrelles com a forats en l'última esfera universal. També va heretar les observacions del cel que demostraven l'existència de certs astres que no s'hi movien seguint la resta del firmament: el Sol, la Lluna i els planetes visibles a ull nu (Mercuri, Venus, Mart, Júpiter i Saturn. Així en resultava un sistema geocèntric d'esferes concèntriques, on al voltant del centre terrestre giraven, per ordre, la Lluna, Mercuri, Venus, el Sol, Mart, Saturn i Júpiter en una mateixa direcció i el firmament en direcció contrària. Tant els uns com els altres es movien de manera circular i uniforme, però mentre la Terra estava formada pels quatre elements corruptibles i imperfectes (l'aigua, l'aire, el foc i la terra), els astres estaven formats per la matèria incorruptible i perfecta, l'èter, una matèria invisible.
Aquest sistema fallava en la retrogradació que es pot observar en certs astres en el cel, moviment que contradiu el moviment circular i uniforme pressuposat: Mercuri i Venus mai es mouen de la vora del Sol, però a velocitats diferents a la d'aquest astre i retrogradant quan els cal; Mart simplement retrograda pels volts de cada any i mig. Els grecs, i de fet fins a l'edat moderna, no van considerar que el model estigués equivocat, i es van capficar a pretendre'l corregir introduint-hi cada cop més esferes, sense trobar-hi cap solució definitiva.
El pitagòric Filolau va arribar a la conclusió que per a solucionar aquest model s'havia d'apartar la Terra del centre de l'univers i substituir-la per un gran foc que una suposada anti-Terra situada entremig del foc i la Terra ens impediria d'observar, però no el va seguir ningú.
Entre finals del segle V aC i inicis del segle iv aC va fundar-se l'Acadèmia de Plató, on hi dominaven les influències pitagòriques en el camp físic, però desconfiant dels sentits i, amb aquests, de les observacions. Entre els seus seguidors, s'hi trobava Eudoxi, matemàtic i astrònom que va elaborar el model de les esferes homocèntriques en què un centre comú, la Terra, és envoltat per diferents esferes amb diferents eixos de moviment cada una (diari, anual i de retrogradació). Va necessitar 44 esferes per a definir els moviments retrògrads dels astres, i l'univers resultant va esdevenir complicadíssim.

### Aristòtil
Aristòtil va heretar la idea d'Eudoxi i la va adaptar. Segons el filòsof grec, l'univers, amb el centre a la Terra, es dividiria en el món sublunar, entre la Terra i l'esfera de la Lluna, i el món celeste, més enllà de la Lluna. En el món celeste hi hauria l'èter, l'element perfecte i invisible, mentre al món sublunar hi hauria els diferents elements naturals imperfectes. És en aquest món on Aristòtil situa els diferents tipus de canvi que va concebre (alteració, canvi local, generació i corrupció, augment i disminució), entre els quals el canvi local (en l'espai) depèn de l'element que es tracti. Així, mentre la terra i l'aigua en estat natural tendirien cap al centre de la Terra, el foc i l'aire tendirien cap a fora de la Terra fins al límit del món sublunar. Els cometes, doncs, serien simples ignicions d'aire quan entra en contacte amb l'esfera lunar. En canvi, el món celeste format d'èter funcionaria de forma perfecta, on el primer motor immòbil només permetria el moviment circular uniforme. Per explicar les retrogradacions va seguir la idea d'Eudoxi, però afegint-hi més esferes (fins a 56).

### Els alexandrins
Durant l'hel·lenisme, a Egipte es va erigir el govern del general grec Ptolemeu amb capital, tant política com cultural, a Alexandria. El govern va pagar-li un museu on els millors intel·lectuals poguessin pensar lliurement sense haver-se de preocupar de les residències, amb dormitoris, menjadors, acadèmia i biblioteques. Va ser allà on van sorgir les ciències específiques que no es tornarien a desenvolupar fins al segle xvii, com la lingüística, la història, la geografia o les matemàtiques, i a la seva biblioteca es va reunir la major quantitat de llibres gràcies a emissaris del govern o al resultat dels treballs dels seus mateixos intel·lectuals.
En el camp de l'astronomia, hi van sorgir grans ments com Eratòstenes, que va calcular la longitud de l'esfera terrestre; Hiparc, que va elaborar un mapa del cel acompanyat d'un catàleg que contenia la posició d'un miler d'estrelles i les classificava segons la seva lluminositat; o Aristarc de Samos, del qual s'ha perdut gairebé tot però se'n sap que va determinar que el Sol és pla més gran que la Lluna i la Terra i, per tant, que potser el Sol seria el centre de l'univers en la incongruència que un astre tan gran girés al voltant d'un de molt més petit. Tot i això, sobre Aristarc de Samos no se'n sap si creia en les esferes celestes i en l'èter; eren coses que en l'època se sobreentenien i no seria fins molt més tard que es plantejaria.
Claudi Ptolemeu (segle ii) va ser l'últim teoritzador del model geocèntric, destacant com a matemàtic i geògraf, i la seva aportació va consistir en la concepció de dos moviments astrals circulars i uniformes nous. Per solucionar els seus canvis de lluminositat, va concloure que eren deguts a la influència solar, i per a fer-ho lligar amb la retrogradació va veure's obligat a apartar una mica la Terra del centre. Tot i això, la retrogradació era massa aguda a Mart i va afegir noves esferes girant sobre les esferes ja establertes (deferents i epicicles) que, sumant-se, implicarien moviments irregulars a simple vista. Aquesta teoria, la contrastava en nombres exactes, però servia d'explicació agafada amb agulles que ja servia a la gent de l'època, que només buscava coses millors als models anteriors. En el cas de Mercuri i Venus, va atorgar-los la distinció que seguien la trajectòria del Sol però sense fer-li la volta, simplement situant-los al davant de la trajectòria solar amb trajectòries pròpies al voltant de la Terra.

### Edat mitjana
Aquest model no es va poder continuar desenvolupant per la decadència del museu alexandrí amb l'aparició del cristianisme i la seva crítica a la ciència. Hipàcia d'Alexandria (segle VI dC), filla del bibliotecari d'Alexandria, era una dona bella i intel·ligent que irritava els cristians, fins que un dia els seguidors del bisbe Ciril la van matar torturant-la arrancant-li la pell a tires.
Quan els musulmans van conquerir Egipte van destruir la biblioteca sota les ordres del califa i el general que va conquerir la ciutat, per evitar crítiques a l'Alcorà. Més endavant, altres musulmans es van dedicar a conservar totes les restes que en van trobar, com les obres del mateix Ptolemeu, del qual van adoptar les idees astronòmiques. A més a més, van millorar l'instrumentari de mesures astronòmiques inventant l'astrolabi o el sextant, però no en van editar grans obres. Ja en el Renaixement, els europeus van recuperar les idees de Ptolemeu sota certs retocs cristians (infern, paradís, primer motor diví) i la inclusió del nou món.